# Länsväg 353
De Zweedse weg 353 (Zweeds: Länsväg 353) is een provinciale weg in de provincie Västerbottens län in Zweden en is circa 131 kilometer lang.

## Plaatsen langs de weg
- Nordmaling
- Agnäs
- Bjurholm
- Västra Örträsk
- Vänjaurbäck
- Knaften
- Lycksele

## Knooppunten
- E4 bij Nordmaling (begin)
- Riksväg 92: gezamenlijk tracé, bij Bjurholm
- Länsväg 360 en Länsväg 365 bij Lycksele (einde)